# Halnaftohaz

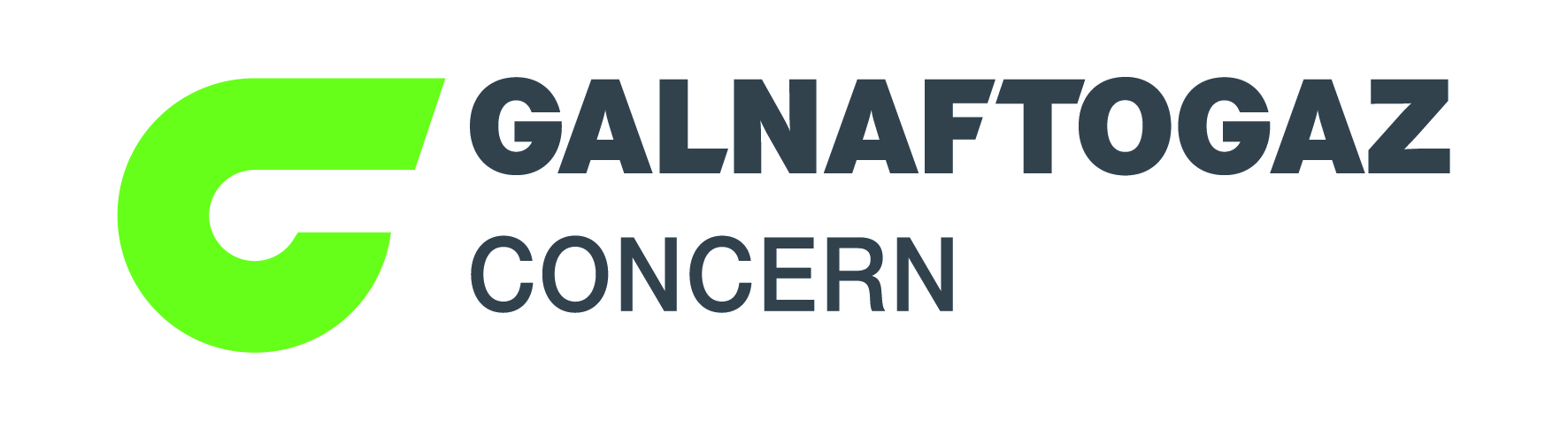

PAT „Koncern Halnaftohaz” (ukr. ПАТ «Ко́нцерн Галнафтога́з») – ukraińskie przedsiębiorstwo handlowe, jest jednym z największych właścicieli stacji paliw na Ukrainie.
Przedsiębiorstwo powstało w 2001 r. z połączenia WAT „Iwanofrankiwśknaftoprodukt”, WAT „Zakarpatnaftoprodukt-Użhorod” i WAT „Zakarpatnaftoprodukt-Chust”.
Przedsiębiorstwo zarządza siecią około 260 stacji paliw OKKO (stan na 1 stycznia 2009). Siedziba dyrekcji znajduje się we Lwowie.